# Bishops Lydeard
Bishops Lydeard (/ˈlɪdiərd/) ist ein Dorf und ein Civil Parish in Somerset, England. Es liegt 8 Kilometer nordwestlich von Taunton. Das Civil Parish umfasst die Weiler East Lydeard und Terhill und hatte bei der Volkszählung 2011 eine Bevölkerungsanzahl von 2839 Personen; diese Zahl umfasst jedoch auch das Dorf (und die inzwischen getrennte Gemeinde) Cotford St Luke.
Seit 1968 gibt es eine Umgehungsstraße, die A358. Über das Gebiet fährt auch die West Somerset Railway. Der Weiler East Lydeard liegt weniger als eine Meile östlich des Dorfes; Terhill liegt ungefähr 2 Meilen nördlich. Westlich des Dorfes befindet sich Sandhill Park, ein English country house aus dem 18. Jahrhundert.

## Geschichte
Der Name des Dorfes geht wahrscheinlich auf Gisa, den Bischof von Wells, zurück, der zur Zeit des Domesday Book im Jahr 1086 einer der größten bischöflichen Landbesitzer in Somerset war. Lydeard ist eine Zusammensetzung aus zwei altenglischen Personennamen: Lide (verwandt mit „Lloyd“), einer Ableitung des brytonischen Wortes für Grau (llwyd im modernen Walisisch), und Geard, wobei letzterer als lokaler Name, „Yarde“, erhalten blieb. Geard ist nicht nur ein Personenname, sondern bedeutet auch „ein Zaun, eine Einfriedung, ein Hof oder eine Behausung“, ebenfalls mit walisischem Ursprung, wie das moderne walisische Wort garth (Einfriedung, Gebirgskamm usw.) oder Personennamen wie Garth oder Gareth. Somit scheinen „graue Einfriedung“ oder „Gebirgskamm“ plausible alternative Bedeutungen zu sein.
Die Gemeinde Bishops Lydeard war Teil der Kingsbury Harde.
Cotford St Luke ist ein großes neues Dorf im südlichen Teil der Gemeinde Bishops Lydeard (2 Kilometer südlich von Bishops Lydeard), das 2011 zu einem eigenen Civil Parish wurde und sich von Bishops Lydeard abspaltete.

## Regierung
Das Parish Council ist für lokale Angelegenheiten zuständig, einschließlich der Festsetzung eines jährlichen Vorschusses (Kommunalsteuer) zur Deckung der Betriebskosten des Rates und der Erstellung des Jahresabschlusses zur öffentlichen Prüfung. Es prüft örtliche Bauanträge und arbeitet in Fragen der Kriminalität, der Sicherheit und des Verkehrs mit der örtlichen Polizei, den Beamten des Bezirksrats und den Nachbarschaftsschutzgruppen zusammen. Zu den Aufgaben des Parish Councils gehört auch die Initiierung von Projekten zur Instandhaltung und Reparatur von Gemeindeeinrichtungen sowie die Beratung mit dem District Council über die Instandhaltung, Reparatur und Verbesserung von Straßen, Entwässerung, Fußwegen, öffentlichen Verkehrsmitteln und Straßenreinigung. Auch für Naturschutzfragen (einschließlich Bäume und denkmalgeschützte Gebäude) und einige Umweltfragen ist das Council zuständig.
Für die Zwecke der Kommunalverwaltung untersteht das Dorf seit dem 1. April 2023 der Unitary Authority Somerset Council. Davor war es Teil des Non-Metropolitan Districts Somerset West and Taunton (gebildet am 1. April 2019) und davor des Distrikts Taunton Deane (gegründet nach dem Local Government Act 1972). Von 1894 bis 1974 war es Teil des Taunton Rural Districts.
Es gibt einen Wahlbezirk mit dem gleichen Namen wie die Gemeinde. Er erstreckt sich auch auf Halse und im Norden auf West Bagborough. Bei der Volkszählung 2011 hatte der Bezirk 6323 Einwohner.
Es ist auch Teil des Wahlkreises Taunton Deane County, der im Unterhaus des Parlaments vertreten ist. Es wählt einen Abgeordneten nach dem Mehrheitswahlrecht und war vor dem Austritt Großbritanniens aus der Europäischen Union im Januar 2020 Teil des Wahlkreises Südwestengland des Europäischen Parlaments.

## Sehenswürdigkeiten
Lydeard House wurde Mitte des 18. Jahrhunderts gebaut. Es ist ein denkmalgeschütztes Haus (Grade II*) nach der Statutory List of Buildings of Special Architectural or Historical Interest.

### Wassermühle

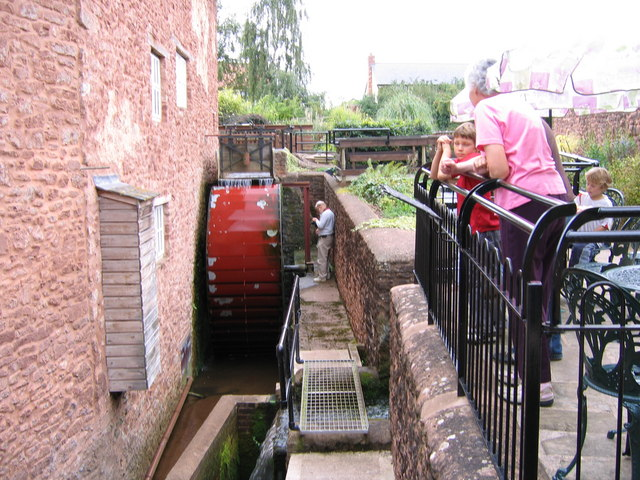
Bishops Lydeard Mill and Rural Life Museum

Ursprünglich gab es in Bishops Lydeard zwei Getreidemühlen. Die Higher Mill wurde abgerissen. Das Bishops Lydeard Mill and Rural Life Museum ist in einem Gebäude aus dem 18. Jahrhundert untergebracht, das Anfang des 19. Jahrhunderts um ein Mühlhaus erweitert wurde. Es verfügt über ein oberschlächtiges Wasserrad und steht unter Denkmalschutz (Grade II). Seit 2000 wurde das Gebäude renoviert und 2003 vom Bürgermeister der Stadt eröffnet. Das Wasserrad wiegt über zwei Tonnen und wird vom Wasser des Back Stream angetrieben, der in den Brendon Hills entspringt. Das Museum konzentriert sich auf traditionelle Berufe und Handwerke, darunter eine Stellmacherei, eine Küferei, eine Sattlerei, eine Schmiede und eine viktorianische Küche.

### Sandhill Park
Sandhill Park wurde um 1720 als Landhaus erbaut. Es wurde von John Periam, dem Parlamentsabgeordneten für Minehead, als Hill House erbaut und von 1767 bis 1913 von der Familie Lethbridge bewohnt. Während des Ersten Weltkriegs wurde es als Kriegsgefangenenlager für deutsche und österreichisch-ungarische Offiziere genutzt. 1919 wurde es vom Somerset County Council in ein Heim für behinderte Kinder umgewandelt. Im August 1940 wurde es vom Militär beschlagnahmt und zum 41. General Military Hospital, das in Zelten und Baracken untergebracht war. Ab 1941 wurde das Krankenhaus an die amerikanische Armee verpachtet und diente als neurologisches Krankenhaus für mehr als 1000 Patienten in 32 neuen Abteilungen, die 1942 fertig gestellt wurden. Das Krankenhaus wurde bis 1944 militärisch genutzt. 1948 wurde das psychiatrische Krankenhaus im Rahmen des National Health Service wiedereröffnet und weitere Gebäude wurden errichtet. Das Krankenhaus wurde 1991 verkauft und ein Teil des Geländes mit Wohnhäusern bebaut.
Die Gebäude von Sandhill Park wurden bei einem Brand am 22. November 2011 schwer beschädigt, wobei der Ostflügel ausbrannte und das Haupthaus stark beschädigt wurde. Der Westflügel und die Orangerie blieben erhalten.

## Religiöse Sehenswürdigkeiten
Die Kirche St. Mary stammt aus dem 14. und 15. Jahrhundert und wurde 1860–62 von Edward Jeboult aus Taunton um einen Erker und eine Sakristei erweitert. Sie ist ein denkmalgeschütztes Gebäude (Grade I). Der Turm hat durchbrochene Maßwerkzinnen, Fialen, zurückgesetzte Strebepfeiler, die im Glockengeschoss in Fialen enden, und Fialen auf den Strebepfeilern auf jeder Stufe. Mehrere der Gräber auf dem Kirchhof sind von historischer Bedeutung, ebenso wie zwei Kreuze, von denen eines aus dem 14. Jahrhundert stammt und das andere das Marktkreuz der Stadt ist, das im 19. Jahrhundert auf den Kirchhof versetzt wurde.

## Verkehr

### West Somerset Railway
Der Bahnhof von Bishops Lydeard ist ein bedeutender Bahnhof an der historischen West Somerset Railway und der südliche Endpunkt des Personenverkehrs.

### Buslinien
Das Dorf wird von Linienbussen der First Group auf der Strecke Taunton-Minehead angefahren. Diese verkehren tagsüber montags bis samstags in beiden Richtungen etwa jede halbe Stunde und sonntags in der Regel stündlich. Seit Januar 2023 wurde ein Abendbus wieder eingeführt.
Andere Ziele, darunter Bridgwater und Kingston St Mary, werden ebenfalls angefahren, allerdings weniger häufig.